# قضاء حوشا
قضاء حوشا قضاء يقع في لواء البادية الشمالية الغربية، محافظة المفرق في الأردن. ينتمي القضاء للواء البادية الشمالية الغربية الذي يضم 4 أقضية. يقدر عدد سكانه بـ 25530 نسمة حسب إحصاء 2015. استحدثت قضاء حوشا بداية عام 1996، ويتبع اداريا لمتصرف ةٌ لواء البادية الشمالية الغربية والتابعة لمحافظة المفرق. يقع قضاء حوشا إلى الشمال الغربي لمدينة المفرق ويبٌعد عن مركزها ما يقارب 20 كم.
يحد قضاء حوشا من الشمال الحدود السورٌة ومن الجنوب قضاء المنشٌية وقضاء ارحاب الذين يتبعين للواء قصبة المفرق ومن الشرق متصرفٌة لواء البادٌية الشمالٌية الغربٌية وقضاء سما ا لسرحان التابع لمحافظة المفرق ومن الغرب متصرفٌة لواء الرمثا ولواء بني عبيد التابعين لمحافظة اربد.

## المناطق التابعة للواء
حوشا - الحمراء - فاع - الحرش- بريقا- الأكيدر- الخناصري - السويلمه - المشيرفه - الدندنية - الدرزية

## السكان
بحسب احصائية عام 2010 بلغ عد سكان قضاء حوشا ٌ بلغ المجموع العام لسكان القضاء 16320 نسمة وٌتركز ما نسبته 5.55 %) من إجمالً السكان فً تجمعً الحمراء وحوشا ويتوزع باقي السكان على 9 تجمعات. وبتلغ الكثافة السكانٌة في القضاء حوالي 107 فرد/كم2
| حوشا                                  | حوشا     | 1442 | 1454 | 2896  | 516  | Hosha     |
| حوشا                                  | الحمراء  | 6951 | 6936 | 13887 | 2420 | Hamra     |
| حوشا                                  | فاع      | 1569 | 1372 | 2941  | 567  | Fa'       |
| حوشا                                  | الحرش    | 870  | 882  | 1752  | 352  | Harsh     |
| حوشا                                  | بريقا    | 678  | 696  | 1374  | 235  | Braiqa    |
| حوشا                                  | الاكيدر  | 1030 | 837  | 1867  | 322  | Akaidar   |
| حوشا                                  | الخناصري | 496  | 491  | 987   | 197  | Khanasri  |
| حوشا                                  | السويلمه | 1201 | 1108 | 2309  | 403  | Swailmeh  |
| حوشا                                  | المشيرفه | 129  | 134  | 263   | 43   | Mshairfeh |
| حوشا                                  | الدندنيه | 256  | 262  | 518   | 78   | Dandania  |
| حوشا                                  | الدرزيه  | 58   | 48   | 106   | 18   | Darzeah   |
| عدد سكان قضاء حوشا - المفرق لعام 2020 |          |      |      |       |      |           |

## الواقع الاقتصادي
يعني القضء مصل كافة المناطق في الاردنف يمن ارتفاع نسبة الفقر حيث تصل إلى أكثر من 30 %، مع ارتفاع بنسبة البطالة بين الشباب من الذكور والإناث، حيث يعتمد السكان في الانفاق على المعيشة على على دخولهم الشهرية من وظائف القطاع العام والقوات المسلحة والامنية، ومن ثم على تربٌة األغنام، بالإضافة إلى المشاريع الخاصة لذوي الثروة أو العمل بالقطاع الخاص.
ويقل وجود المشاريع الانتاجية الخاصة لذوي الدخل المحدود، لاسباب كتعددة منها: الرغبة بالعمل في وظائف القطاع العام والقوات المسلحة والوظائف الامنية. وضعف الوعي الاستثماري ومعرفة طرق إنشاء المشاريع، وعدم توفر الضمانات التي تشترطها مؤسات التمويل للراغبين بالحصول على قروض إلقامة مشارٌع إنتاجٌة. - ضعف القدرات الفنية والادارية لدى من يرغب بإقامة مشروع انتاجي بسبب عدم كفاٌة برامج التوعية والتدريب على المهارات المساعدة لتؤسٌس المشارٌع، بالإضافة إلى لبعد مراكز التدريب المهنية عن القضاء.
حصلت جمعية قضاء حوشا التعاونية على مشروع مصبغة ودراي كلين منحة بقيمة (10)ألاف دينار   في منطقة الحمرا قضاء حوشا، تم تجهيز الدراي كلين حيث وفر المشروع فرص عمل دائمة لأربع شباب من العاطلين عن العمل من أبناء المنطقة حيث تم إيفادهم إلى مركز التدريب المهني في محافظة المفرق لغايات التدريب والتأهيل لمشروع الدراي كلين حيث وفر فرص عمل للفتيات في المنطقة.

## الحياة المجتمعية
بالرغم من الاصول للسكانالبدوية الا انه يقطن معظم أبناء حشوا في بيوت اسمنيتة من الطوب، وليس بالخيام، يتم بناء الخيام امام المنازل في بعض الاحيان لاحياء تراث الخيمة ودلال القهوة. وتم مد المياه لكل منزل بنسبة عاليه مع انخفاض في ضخ المياه احيانا في الصيف، حيث تقع مضخة مياه ام اللولو قرب منطقة حوشا.

## التعليم
يوجد في قضاء حوشا 36 مدرسة حكومٌة، حيث تبلغ عدد مدارس الذكور 11مدرسة وعدد مدارس الإناث 16 مدرسة وعدد المدارس االساسٌة المختلطة 9 مدارس.
تبلغ نسبة الامية في القضاء كاملا 14 % من السكان (عام 2010)، مع انخفاض فيها بسبب الاقبال على التعليم 

## العشائر
تتمثل العشائر التي تسكن القضاء بعشائر بني خالد وبني صخر والرواشدة والعزي والحديد. وقد شكلت عشٌرة بنً خالد ما نسبته66 %من السكان وعشٌرة بنً صخر28 % من السكان، أما باقي العشائر فٌمثلون حوالً 6 % من السكان

## الرياضة والشباب
يعاني القضاء من انخفاض نسبة الاهتمام بالشباب حيث يوجد فيه نادي واحد هو نادي الحمراء الرياضي، مع يعاني قطاع الشباب في القضاء من قلة الملاعب الرياضية حيث أن الملعب المخصص لنادي الحمراء الرياضي مستؤجر. ويوجد في القضاء هيئة ثقافية واحدة هي منتدى الحمراء الثقافي.

## البلديات
يوجد في قضاء حوشا بلديتين هما
- بلدية حوشا الجديدة وتضم تجمعات حوشا والأكيدر والحمراء، والسويلمه والدندنٌه والدرزٌه والمشٌرفه [6]
- بلدية الباسلية الجديدة: وتضم تجمعات فاع والخناصري والحرش وبريقا.[7]

## الجميعات
- .جمعٌة سيدات الحرش للتنمية الاجتماعية
- جمعٌة البادية الشمالية الغربية الخيرية
- جمعٌة الحمراء لذوي الحاجات الخاصة الخيرية
- جمعٌة فاع للتنمٌة اإلجتماعٌة،
- جمعٌة الخناصري للتنمٌة اإلجتماعٌة،
- جمعٌة سيدان الباسلية لذوي االحتٌاجات
- جمعٌة الحمراء للتنمية الاجتماعية
- جمعٌة حوشا لرعاية الاسرة والطفولة والايتام
- جمعٌة حليمه السعدية لرعاية الايتام الخيرية.

## الوصلات الخارجية
- دائرة الاحصاءات العامة
- لقاء تلفزيوني عبر قناة رؤيا في منطقة حوشا